# Вишнева вулиця (Київ, Солом'янський район)
Вишне́ва ву́лиця — вулиця в Солом'янському районі міста Києва, селище Жуляни. Пролягає від Садової до Скіфської вулиці.

## Історія
Вулиця виникла в першій половині 2010-х років. Сучасна назва — з 2015 року.